# Jean-François Marmontel
Jean-François Marmontel (Bort, 11 de julho de 1723 – Abloville, 31 de dezembro de 1799) foi um historiador, escritor e membro do movimento enciclopédico francês.

## Biografia
Ele nasceu de pais pobres em Bort, Limousin (hoje em Corrèze). Depois de estudar com os jesuítas em Mauriac, Cantal, ele lecionou em suas faculdades em Clermont-Ferrand e Toulouse; e em 1745, seguindo o conselho de Voltaire, partiu para Paris para tentar o sucesso literário.
De 1748 a 1753, ele escreveu uma sucessão de tragédias: Denys le Tyran (1748); Aristomene (1749); Cleopâtre (1750); Heraclides (1752); Egyptus (1753). Essas obras literárias, embora apenas moderadamente bem-sucedidas no palco, garantiram a introdução de Marmontel nos círculos literários e da moda.
Ele escreveu uma série de artigos para a Encyclopédie demonstrando considerável poder crítico e percepção, que em sua forma coletada, sob o título Eléments de Littérature, ainda estão entre os clássicos franceses. Ele também escreveu várias óperas cômicas, as duas melhores das quais provavelmente são Sylvain (1770) e Zémire et Azore (1771). Na controvérsia Gluck – Piccinni, ele foi um fervoroso partidário de Piccinni, com quem colaborou em Roland (Piccinni) (1778) e Atys (1779), ambos usando o libreto de Jean Baptiste Lully de Quinault como base, Didon (1783) e Penélope (1785).
Em 1758, ele ganhou o patrocínio de Madame de Pompadour, que lhe garantiu um lugar como funcionário público, e a gestão do jornal oficial Le Mercure, no qual já havia iniciado a famosa série de Contes moraux. O mérito desses contos reside em parte no acabamento delicado do estilo, mas principalmente nas imagens gráficas e encantadoras da sociedade francesa sob o rei Luís XV. O autor foi eleito para a Academia Francesa em 1763. Em 1767, ele publicou <i id="mwSQ">Bélisaire</i>, hoje notável em parte por causa de um capítulo sobre tolerância religiosa que provocou a censura da Sorbonne e do arcebispo de Paris. Marmontel retrucou em Les Incas, ou la destruction de l'empire du Perou (1777) atribuindo as crueldades na América Espanhola ao fanatismo religioso dos invasores.
Foi nomeado historiógrafo da França (1771), secretário da Academia (1783) e professor de história no Liceu (1786). Como historiógrafo, Marmontel escreveu uma história da regência (1788). Reduzido à pobreza pela Revolução Francesa, Marmontel retirou-se durante o Reinado do Terror para Evreux e logo depois para uma casa de campo em Abloville (perto de Saint-Aubin-sur-Gaillon), no departamento de Eure. Lá, ele escreveu Memoires d'un père (4 vols., 1804), incluindo uma revisão pitoresca de sua vida, uma história literária de dois reinados importantes, uma grande galeria de retratos que se estendem do venerável Jean Baptiste Massillon, que mais de meio século antes ele tinha visto em Clermont, até Honoré Mirabeau. O livro foi escrito nominalmente para a instrução de seus filhos. Contém uma imagem requintada de sua própria infância no Limousin; seu valor para o historiador literário é grande.
Marmontel viveu por algum tempo sob o teto de Madame Geoffrin e esteve presente em seus famosos jantares oferecidos a artistas; ele foi bem-vindo na maioria das casas onde os enciclopedistas se reuniam e foi um colaborador da Encyclopédie ou Dictionnaire raisonné des sciences, des arts et des métiers. Ele tinha, portanto, à sua disposição o melhor material para seus retratos e fez bom uso de suas oportunidades. Após uma curta estadia em Paris, quando foi eleito em 1797 para o Conseil des Anciens, ele morreu em Abloville.
Ele era membro da loja maçônica Les Neuf Sœurs. John Ruskin nomeou-o como uma das três pessoas na história que mais o influenciaram. Em sua autobiografia, John Stuart Mill credita Mémoires d'un père por curá-lo da depressão.

## Trabalhos

### Teatro
Marmontel publicou muitos libretos de ópera e principalmente libretos de óperas cômicas, um gênero no qual ele se destacou, mas não conseguiu competir com Charles-Simon Favart.
- 1748: Denys le tyran, tragédia, 5 de fevereiro
- 1749: Aristomène,[6] tragédia, 30 de abril
- 1750: Cléopâtre, tragédia, 20 de maio
- 1751: La Guirlande, acte de ballet, música de Jean-Philippe Rameau
- 1751: Acante et Céphise, pastorale héroïque em três atos, música de Jean-Philippe Rameau
- 1752: Les Héraclides, tragédia, 24 de maio
- 1753: Égyptus, tragédia
- 1753: Lisis et Délie, pastorale héroïque em 1 ato, música de Jean-Philippe Rameau
- 1753: Les sibarites, acte de ballet, música de Jean-Philippe Rameau
- 1761: Hercule mourant, tragédie lyrique, música de Antoine Dauvergne
- 1762: Annette e Lubin
- 1766: La Bergère des Alpes
- 1768: Le Huron, ópera cômica, música de André Grétry
- 1769: Lucile, ópera cômica, música de André Grétry
- 1770: Sylvain, ópera cômica, música de André Grétry
- 1771: L'amie de la maison, ópera cômica, música de André Grétry
- 1771: Zémire et Azor, ópera cômica, música de André Grétry
- 1773: Céphale et Procris, balé heróico, música de André Grétry
- 1775: La Fausse magie, ópera cômica, música de André Grétry
- 1783: Didon, ópera, música de Niccolò Piccinni
- 1785: Pénélope, ópera cômica, música de Niccolò Piccinni
- 1788: Démophoon, música de Luigi Cherubini.

### Poesia
- Polymnie, sátira em 11 cantos
- 1751: OL’établissement de l’École militaire,
- 1752: Vers sur la convalescence du Dauphin,
- 1753: La naissance du duc d'Aquitaine,
- 1760: Épître aux poètes,
- 1820: La Neuvaine de Cythère,[7] (poema licencioso)

### Novelas
- 1755–1759: Contes Moraux ,
- 1767: Bélisaire,[8] reimpresso em 1787 pela Bibliothèque amusante. (veja as duas pinturas de Jacques Louis David Bélisaire demandant l'aumône)
- 1777: Les Incas, ou a destruição do Império do Peru
- 1792: Nouveaux contes moraux

### Ensaios
- 1763: Poétique française, três partes: obra em que Racine e Boileau são fortemente atacados.
- 1777: Essai sur les révolutions de la musique en France,[9]
- 1785: De l'Autorité de l'usage sur la langue,
- 1787: Éléments de littérature, Edição moderna em Desjonquères, apresentada, estabelecida e anotada por Sophie Le Ménahèze, 2005.
- 1788: Mémoire sur la régence du duc d’Orléans
- 1792: Apologie de l’Académie française.

### Variados
- 1746: L'Observateur littéraire: revista literária fundada com Jean-Grégoire Bauvin (ou Beauvin); «Esta folha, écrira-t-il, não é nem a crítica infiel e injusta dos bons ouvrages, nem a sátira amère e mordante dos bons autores, elle eut peu de débit.». O título foi revivido pelo abade de La Porte em 1758.
- 1712–1714: The Rape of the Lock de Alexander Pope, traduzido em verso La boucle de cheveux enlevée, 1746. Edição bilingue moderne chez Rivages poche, 2010, 142 páginas (ISBN 9782743621377)
- 1759: edição de Venceslas de Rotrou,
- 1766: La Pharsale de Lucain, traduzido em prosa,
- 1775: edição des Chefs d'œuvres dramatiques de Mairet, Du Ryer et Rotrou, com um Commentaire ,
- 1800: Mémoires d'un père pour servir à l'instruction de ses enfants,
- 1806: Leçons d'un père à ses enfants sur la langue française.